# Juan Manuel Rodríguez López
Juan Manuel Rodríguez López (Bilbao, España, 1945) es un escritor y docente español, naturalizado ecuatoriano. Licenciado en filosofía y doctor en literatura por la Universidad Católica del Ecuador (PUCE). Ha sido catedrático de la Universidad Central del Ecuador y la Universidad Católica (PUCE), al igual que uno de los profesores fundadores de la Universidad San Francisco de Quito (USFQ), donde ejerció de decano del Colegio de Comunicación y Artes Contemporáneas. 
Ha publicado novelas y colecciones de cuentos en Ecuador, España y México, además de varios libros académicos y de referencia, incluyendo el ensayo y la crítica literaria. También ha sido columnista y editorialista del periódico La Hora y la revista Chasqui (CIESPAL). 

## Obras

### Ficción

#### Cuento
- Trepa la Nube. Quito: Rayuela Editores, 2019.
- Rodríguez, Juan Manuel. El Mar y la Muralla. Quito: Libresa,1992 & 1997 (3ra ed. Quito: Editorial Universitaria, Universidad Central del Ecuador, 1994).
- Rodríguez, Juan Manuel. Fricciones. Quito: Ediciones de la Pontificia Universidad Católica del Ecuador, 1991.
- Rodríguez, Juan Manuel. Algunas Compras y Otros Encargos. Quito: Ediciones y Distribuciones J.L.I., 1981.

#### Novela
- Rodríguez, Juan Manuel. Un vacío tan lleno. Quito: Dinediciones, 2025.
- Rodríguez, Juan Manuel. Camaleón albino. Quito: Dinediciones, 2012.
- Rodríguez, Juan Manuel. Cinturón de fuego. Quito: Ediciones Libri Mundi, 2005 (2da ed. Quito: Casa de la Cultura Ecuatoriana, 2009).
- Rodríguez, Juan Manuel. El poder de los vencidos. Madrid: Mileto Ediciones, 2003.
- Rodríguez, Juan Manuel. El Pez Perfume. Quito: Grupo Editorial Norma, 1997 (2da ed. Madrid: Mileto Ediciones, 2002).
- Rodríguez, Juan Manuel. El Pulso de la Nada. Quito: Libresa, 1996.
- Rodríguez, Juan Manuel. El Espantapájaros. México: Editorial Diana, 1990 (2da ed. Quito: Libresa, 1995).
- Rodríguez, Juan Manuel. Jorma el Predicador. Madrid: Alba, 1983 (2da ed. Quito: Universidad San Francisco de Quito, 2015).

### No-ficción
- Rodríguez, Juan Manuel (2017). El animal infoxicado. Quito: Universidad San Francisco de Quito.
- Rodríguez, Juan Manuel (2015). Convivencias del caminante. Quito: Universidad San Francisco de Quito.
- Rodríguez, Juan Manuel (2009). «Cosmovisión, ideología y alienación en El muelle».  En Égüez, Ivan, ed. En Égüez, Ivan. Capítulo Aparte. Quito: Campaña Nacional Eugenio Espejo por el Libro y la Lectura.
- Rodríguez, Juan Manuel (2008). Información Estética en el Relato. Quito: Ediciones Ciespal.
- Rodríguez, Juan Manuel (2007). «El ombligo: enchufe o puerto». Anaconda, Cultura y Arte (Quito).
- Rodríguez, Juan Manuel (2003). «Desafíos de la Televisión Frente a Otros Medios de Comunicación».  En Jaramillo Salas, Edgar P, ed. En Jaramillo Salas, Edgar P. Evolución y Retos de la Televisión. Quito: CIESPAL.
- Rodríguez, Juan Manuel (diciembre de 2002). «Viaje hacia la noche». Re/incidencias: Centenario de Jorge Carrera Andrade (1902-1978) (Quito: Centro Cultural Benjamín Carrión) (1): 311-318.
- Rodríguez, Juan Manuel (2002). «Riqueza Informativa, Miseria Comunicacional».  En Jaramillo Salas, Edgar P, ed. En Jaramillo Salas, Edgar P. El Futuro de los Diarios. Quito: CIESPAL.
- Rodríguez, Juan Manuel; Mónica Burbano de Lara (2001-2002). Educar para la Vida: Desarrollo del Pensamiento, Vol. 1-10. Quito: Libresa.
- Isacovici, Salomon; Rodríguez, Juan Manuel (1999). Man of Ashes (en coautoría con Salomon Isacovici). trad. por Dick Gerdes. Lincoln, Nebraska: University of Nebraska Press.
- Rodríguez, Juan Manuel (1998). Diccionario de Conjugación de los Verbos Castellanos. Quito: Grupo Editorial Santillana y Universidad San Francisco de Quito.
- Isacovici, Salomon; Rodríguez, Juan Manuel (1990). A7393: Hombre de Cenizas (en coautoría con Salomon Isacovici) [A7393: Man of Ashes]. México: Editorial Diana.
- Rodríguez, Juan Manuel (1986). Manual de Conjugación de los Verbos Castellanos. Madrid: Alba.
- Rodríguez, Juan Manuel (1979). «Aproximación à la Estructura Narrativa de la Novela Cumandá».  En Corrales Pascual, Manuel; Aguirre, Francisco E, eds. En Corrales Pascual, Manuel; Aguirre, Francisco E. Cumandá, 1879-1979: Contribución a un Centenario. Quito: Ediciones de la Universidad Católica.
- Rodríguez, Juan Manuel (1977). «R. Pérez Torres o el Absurdo Agónico».  En Corrales Pascual, Manuel, ed. En Corrales Pascual, Manuel. Situación del Relato Ecuatoriano, Vol. II. Quito: Centro de Publicaciones, Pontificia Universidad Católica del Ecuador.

## Premios y distinciones
- Segundo Lugar, Concurso Internacional de Cuentos "Premio Gabriel Miró" (Alicante, España), por el cuento 'Levedad del vino', 1986.
- Finalista, Premio Literario Internacional 'Novedades y Diana' (México), con la novela El espantapájaros, 1988.
- Premio Nacional de Literatura de Ecuador Aurelio Espinosa Pólit. por la colección de cuentos Fricciones, 1990.
- Segundo Lugar en Arte y Literatura, Universidad Central del Ecuador, por la novela El espantapájaros, 1991.
- Finalista, Premio 'Planeta/Joaquín Mortiz' (México), con la novela La derrota, 1992 (luego publicada en una edición revisada en 2003 como El poder de los vencidos).
- Primer Lugar en Arte y Literatura, Universidad Central del Ecuador, por la colección de cuentos El Mar y la Muralla, 1992.
- Tercer Lugar, IV Bienal de Novela Ecuatoriana, por su obra El pulso de la nada, 1996.
- Doctorado honoris causa en Artes ('in artibus') de la Universidad San Francisco de Quito (USFQ), 1998.